# ساماریم (II) یدید
یدید ساماریم (II) (به انگلیسی: Samarium(II) iodide) با فرمول شیمیایی SmI۲ یک ترکیب شیمیایی با شناسه پاب‌کم ۱۴۱۶۸۹ است. که جرم مولی آن ۴۰۴٫۱۶ g/mol می‌باشد. شکل ظاهری این ترکیب، بلورهای قهوه‌ای است.